# Mellemhjerne
Mellemhjernen, eller diencephalon, består af thalamus og hypothalamus. Til tider regnes mellemhjernen med til storhjerne (cerebrum), andre gange angives den at være øverste del af hjernestammen.
Mellemhjernen har tæt kontakt til capsula interna.
Overfladen, i uddissekeret stand, er præget af thalamus – to æglignende strukturer på hver side. På undersiden findes: tractus opticus, synsnervens indgang til hjernen. Lige bag det sted hvor tractus opticus forsvinder ind i thalamus, findes corpus geniculatum laterale, og tætter på kroppens meditlinje findes corpus geniculatum mediale

## Thalamus
Thalamus er kroppens vigtigste omkoblingscenter for sensoriske signaler fra kroppen til storhjernen.
Efter omkobling i thalamus løber fibren via capsula interna til deres respektive områder i cortex – blandet motorisk og sensorisk cortex.

## Hypothalamus
Hypothalamus er kroppens øverste autonome ganglion.

## Corpus geniculatum laterale
Er omkoblingsstation for synsfibrene, herfra sendes de via capsula interna, pars retrolenticularis, til synscortex, area striata, i storhjernen.

## Corpus geniculatum mediale
Er omkoblingsstation for hørefibren. Disse fibre kommer dog ikke direkte fra øret, men fra colliculus inferior på pons. Fibrene sendes fra corpus geniculatum mediale til hørecortex via capsula interna, pars sublenticularis.

## Tractus opticus
Er synsnervens sidste del inden den løber ind i thalamus. Tractus opticus dannes i chiasma opticum hvor de to synsnerver krydser, og fibrene fordels til hver sin hjerne halvdel.
Tractus opticus fortsætter inde i thalamus, og ender i corpus geniculatum laterale